# Podróż bez pieniędzy
Podróż bez pieniędzy – przygodowa powieść podróżnicza dla młodzieży Władysława Umińskiego z 1893 roku (w odcinkach; wydanie książkowe z 1894 roku). Była to trzecia powieść Umińskiego. Książka opowiada o przygodach dwójki bohaterów, Polaka i Włocha, którzy po utracie swych bagaży i pieniędzy, podróżują z Azji do Ameryki.

## Historia wydań
Powieść była opublikowana w odcinkach w ilustrowanym magazynie Wieczory Rodzinne (nr 1–36) w 1893 roku. Doczekała się kilku wydań książkowych, poczynając od 1894 roku (wydawnictwo Gebethner i Wolff), następne m.in. w 1906, 1923, 1930, 1953, 1955 i 1956.

## Fabuła
Książka opowiada o przygodach dwójki bohaterów, Polaka Józefa Mirskiego i Włocha Verniego, którzy podróżują po świecie (z Bombaju przez Indonezję, Chiny, Japonię do Nowego Jorku w Stanach Zjednoczonych). Spóźniwszy się na okręt, który odpłynął z ich bagażami, nie mają znaczących środków finansowych. Pierwszą część książki zajmuje opis pobytu bohaterów na Sumatrze.

## Odbiór
W 1885 roku o książce pisał recenzent czasopisma Ateneum. O ile chwalił on Umińskiego za to, że „opowiada żywo i zajmująco”, skrytykował płytkie psychologicznie opisy bohaterów, i zasługujące na „potępienie ze względów pedagogicznych” zachowanie jednego z bohaterów (tu, kłamanie Włocha).
W okresie międzywojennym książkę zrecenzowała Komisja Oceny Książek do Czytania dla Młodzieży Szkolnej. Recenzent pisał, że powieść „zbudowana według utartego szablonu tak zwanych przygód, zawiera trochę powierzchownych, mało wartościowych wiadomości z geografji i przyrody oraz opisy nieprawdopodobnych polowań. Wbrew oczekiwaniom, nie spotykamy opisu energji i zaradności ludzi, znajdujących się w trudnem położeniu, za to widzimy reklamę, wykręty, drobne oszukaństwa. Książka tylko w niektórych częściach interesująca, posiada bardzo małą wartość”. Recenzent zaznaczył też, że nieuczciwe zachowania dotyczą głównie Włocha i brzydzą polskiego bohatera powieści. Książkę określono jako "pożądaną" w roku 1929 dla dzieci w wieku 11-14, a "dozwoloną" w roku 1924 dla dzieci w wieku 11-15.
W 1955 roku powieść opisano jako „klasyczną powieść podróżniczą”. Recenzent chwalił ją za „ciekawą akcję i wiele kształcących wiadomości”, a także „silne akcenty społeczne, ukazując ucisk i wyzysk kolonialny”.
Pedagog Łukasz Kurdybacha w swojej Historii wychowania z 1968 roku pozytywnie wyraził się o tej książce, zauważając, że jest to ceniona pozycja krajoznawcza, wznawiana „do czasów dzisiejszych”. 
W 1973 roku Krystyna Kuliczkowska zauważyła, że w powieści tej autor "ośmiesza amerykański tryb życia". W 1981 napisała też, że autor kontrastuje "szlachetność" polskiego bohatera (Mirskiego) z Włochem (Vernim), "oberżyświatem i awanturnikiem".
W 1995 roku o książce pozytywnie wyraził się autor artykułu w Studiach slawistycznych opolsko-ostrawskich, pisząc, że „ukazywała, jak wytrwałość i energia ratuje życie ludzi w trudnych chwilach życia”.